# Bingsu
Il bingsu (빙수?, 氷水?) è un dolce freddo tradizionale della Corea che si prepara insaporendo delle sfoglie di ghiaccio con dei condimenti dolci a piacere tra cui frutta tritata, latte condensato, sciroppi di frutta e fagioli azuki.

## Storia
Il bingsu si prepara sin dalla dinastia Joseon (1392–1897). Stando a quanto riportano i documenti del governo coreano, il ghiaccio tritato del deposito seokbinggo (석빙고?) veniva distribuito agli ufficiali che lo mangiavano assieme alla frutta. In origine, il bingsu veniva mangiato assieme a una quantità limitata di ingredienti, tra cui la pasta di fagioli rossi, tteok e polvere di arachidi. Il dolce assunse le sue odierne caratteristiche a partire dalla metà del Novecento, epoca in cui iniziò a essere venduto nella più antica panetteria di Seoul Taegeukdang (태극당?), che venne fondata nel 1946. Dopo la guerra di Corea (1950-1953) il dolce venne occidentalizzato e arricchito con altri ingredienti tra cui cereali, sciroppi, gelati o panna montata.

## Varianti
La variante più famosa del bingsu è il pat-bingsu (팥빙수?, ovvero "ghiaccio a scaglie ai fagioli rossi"), che si prepara usando i fagioli rossi, il latte condensato e sciroppi alla frutta.